# Cocina con Bruno
Cocina con Bruno (anteriormente Cocina con Bruno Oteiza) fue un programa de televisión español dedicado a la cocina que se emitió a través de La Sexta y más tarde en Nova.

## Historia
Cocina con Bruno se estrenó el 8 de enero de 2007 como una sección del programa Sabor de hogar. Tras la cancelación del espacio, las secciones de cocina se independizaron y surgió Cocina con Bruno Oteiza, que se estrenó el 2 de mayo de 2007. Tras varias temporadas en La Sexta, el programa comenzó una nueva etapa en Nova bajo el título Cocina con Bruno y las entregas antiguas se reemitieron en La Sexta 2 entre 2010 y 2012.

## Formato
Bruno va todos los días al supermercado y hace la compra de algunos de los productos que luego utilizará para cocinar la receta del día. Este tratará de hacer todos los días en la cocina varios platos cotidianos, pero dándoles toques novedosos.